# Carbonesca
Carbonesca è una frazione del comune di Gubbio (PG).
Il paese si trova sulle alture (515 m s.l.m.) ad est del capoluogo, lungo la strada (s.p.240) che porta da Casacastalda a Colpalombo, nelle vicinanze del monte di Caresto e del monte Carlo. A breve distanza, nella valle, scorre il fiume Chiascio. Secondo i dati Istat del 2001, la frazione è popolata da 391 abitanti.
Il paese di Carbonesca è suddiviso in tre parti o rioni: Interrato, Casa Giorgi e Carbonesca.

## Storia
Nella vicina località di Caprignone, nell'inverno del 1206, poco dopo la sua conversione, Francesco d'Assisi fu assalito dai briganti e malmenato mentre era diretto a Gubbio. Nella zona di monte Carlo (in antichità, Turris Caroli) si trovava una torre d'avvistamento per il controllo dell'alta valle del Chiascio.
A Magrano si trovava il castello di Melchiorre Montaiti, che nel 1329 si ribellò al conte Antonio da Montefeltro, signore di Urbino e di Gubbio, venendo pesantemente danneggiato. Dopo essere stato palazzina da caccia usata anche da Federico da Montefeltro, nel 1600 passò ai conti di Carpegna e nel 1830 alla principessa Giulia Bonaparte, imparentata con il celebre Napoleone.

## Economia e manifestazioni
Numerosi i complessi agrituristici che si trovano in zona.
Una tradizione molto partecipata è quella del Maggio e dei maggiaioli: nella notte tra il 30 aprile ed il 1º maggio, un gruppo di persone si riunisce per cantare i cosiddetti stornelli, delle strofe cantate che vengono recitate di fronte alle case del paese. Solo all'accensione delle luci di casa, gli stornellatori si fermano, ringraziano e si rifocillano con le offerte dei padroni di casa.
Ogni anno il 19 marzo, in onore di san Giuseppe, viene acceso un grande falò al centro del paese, il cosiddetto focarone. Inoltre, alla fine di luglio, si tiene la Sagra della polenta e salsicce.

## Monumenti e luoghi d'interesse
- Chiesa parrocchiale (XVII secolo) contenente un crocifisso ligneo;
- Palazzo comunale (1894) il pietra di campo.
- Fontana storica e monumento ai caduti, nel centro del paese;
- Chiesa di S. Cristoforo (1194), consacrata dal vescovo eugubino Bentivoglio;
- Ruderi del castello di Caresto (1362), di cui rimane la chiesa dei Ss. Filippo e Giacomo; da segnalare la presenza di un tasso che cresce nella corte;
- Castello di Magrano (XIII secolo);
- Fattoria di Colle, adornata da alti pini.

## Sport

### Associazioni sportive
- A.S. Carbonesca

### Impianti sportivi
- Campo sportivo in erba naturale (calcio)